# Jívaros
Os Jívaros são povos indígenas, falantes de idiomas da família linguística homónima ( o jívaro), contando com cerca de 150.000 falantes. 
Os Jívaros vivem nas encostas orientais da cordilheira dos Andes Peruanos, no sudeste do Equador e ao norte do rio Marañón. A família linguística do jívaro subdivide-se em Achuar-Shiwiar (Peru); Aguaruna (Peru); Huambisa  (Peru) e Shuar (Ecuador)  O Shuar tem uma população de aproximadamente 73 mil, enquanto o Huambisa no Peru tem uma população aproximada de 50.500; ambas as tribos ocupam as bacias dos rios Santiago, Yaupi, Zamora, e os rios Morona. Outra tribo menor, os Achuar, ocupa fronteira leste dos Shuar e Huambisa ao longo do rio Pastaza. Ao todo são cerca de sete mil no Equador e 40.800 no Peru.

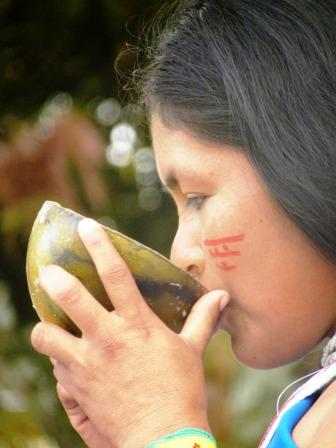
Mulher Shuar

Uma família jívaro, geralmente, consiste num homem, nas suas esposas e nos filhos. As famílias funcionam como unidades "independentes" dentro das tribos e são auto-suficientes. As casas são de aproximadamente 30 x 50 pés, construídas com palmeiras, contando com portas em cada extremidade. Cada família pode morar em cada casa em média até 9 anos, dependendo da abundância de vegetação local para lenha, recolecção, pesca e caça. Também são conhecidos por manter animais domésticos como galinhas, patos e porcos.
Entre as plantas por si cultivadas, inclui-se a mandioca-doce, a batata-doce, o milho branco, a abóbora, o amendoim (gold peanuts), a cana-de-açúcar e o algodão. Alguns Jívaros também cultivam plantas medicinais e plantas enteógenas.

## Xamanismo
Apesar dos vários significados ligados às palavras específicas que denotam o xamã em diferentes culturas (yachac, Quichua; uwishin, Shuar, Achuar; yagé unkuki e inti paiki Secoya; ido, Huaorani), característica que distingue o xamã é sua capacidade de manipular os espíritos a fim de curar através da remoção do mal ou de  espíritos maus ou invocar os espíritos para fazer o mal. Para Schniter (o.c.) Existem dois tipos de xamãs entre os Jívaros, os “wawek”, que são os xamãs encantadores e os “pener uwisin”, curadores. Ambos podem obter o seu poder de muitas maneiras diferentes. Geralmente os xamãs são as pessoas mais ricas de sua tribo e entre os Jívaros podem ser do sexo masculino ou feminino. Diz-se que um entre quatro homens jívaro é um efetivo xamã, mas eles são avaliados segundo sua capacidade de curar, no caso dos uwisin pener, ou um wawek se capaz de prejudicar outrens por feitiços. Eles acreditam em um sistema de “dardos mágicos”, e que um xamã de cura pode essencialmente livrar uma pessoa do mal, removendo os tais dardos que pode ter sido lançados por um feiticeiro. No processo de cura ou encantamento, ambos os xamãs podem beber natema, para entrar e atuar no mundo sobrenatural, o mundo de Arutam 
Os Jívaros  no passado ficaram famosos por decapitar os inimigos e depois fazerem um processo pelo qual lhes encolhiam a cabeça decapitada, deixando-a substancialmente menor do que o seu tamanho natural. Tal costume já não é praticado pelos Jívaros. Algumas variantes dessa prática também podem ser encontradas nos povos ancestrais dos Incas (Cultura Nazca) e entre povos da ilhas do pacífico, como: os Mokomokai dos Maoris e os Dayaks do Bornéu, associadas à cultura de intimidação do inimigo.

Caminhos Incas que atravessam o Peru e Equador, evidenciando a unificação cultural não-europeia dos dois territórios

### Subgrupos
- Shuar [14]
- Achuar [14]
- Huambisa
- Aguaruna

Alguns relatam ainda:
- Antipas [15]
- Mayna [16]

### Elementos da cultura Shuar

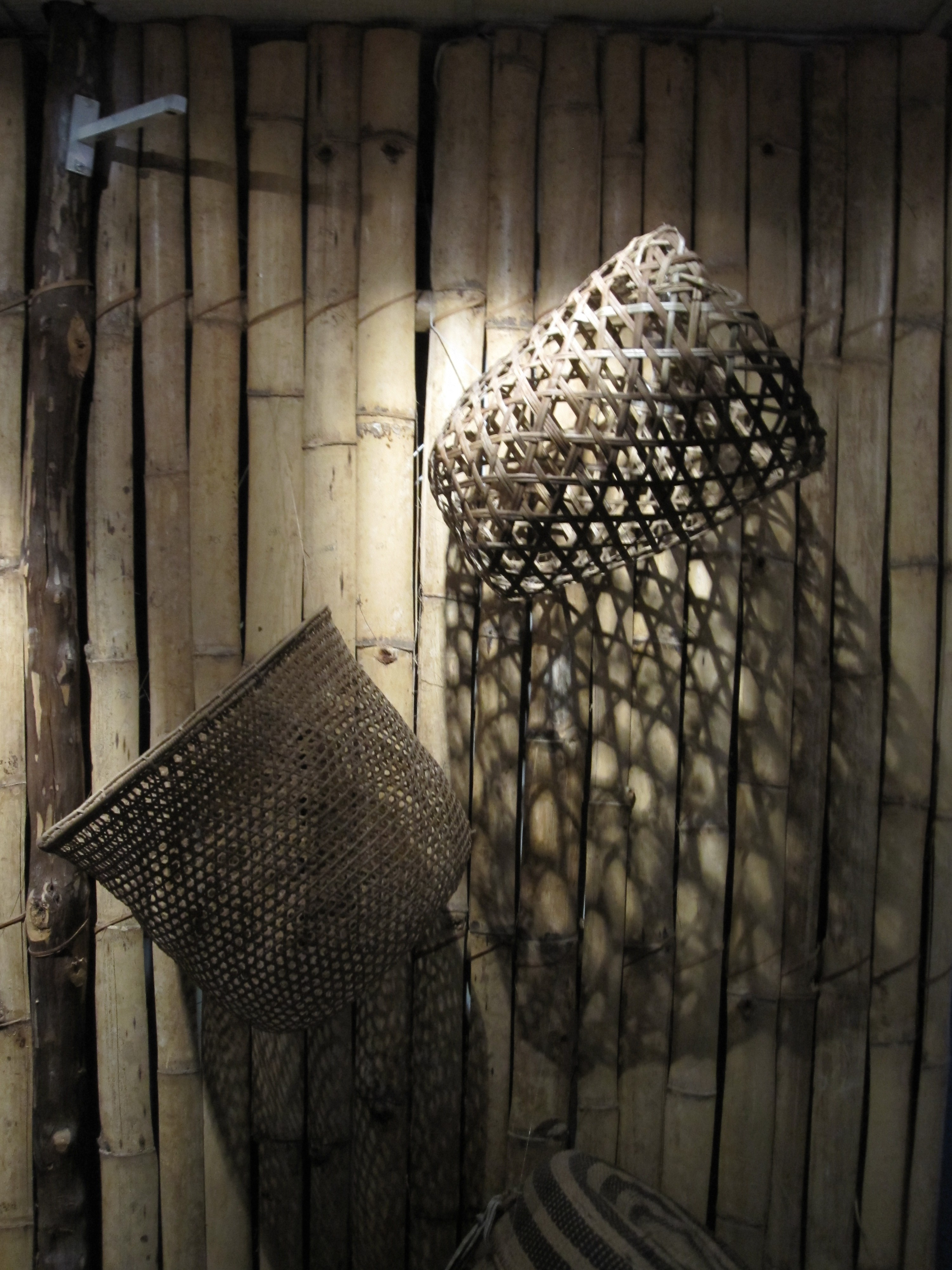
Cesta Shuar
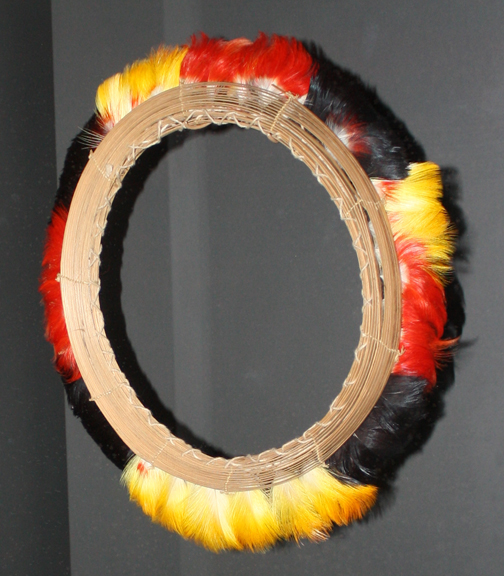
Ornato para cabeça (Amazonia)
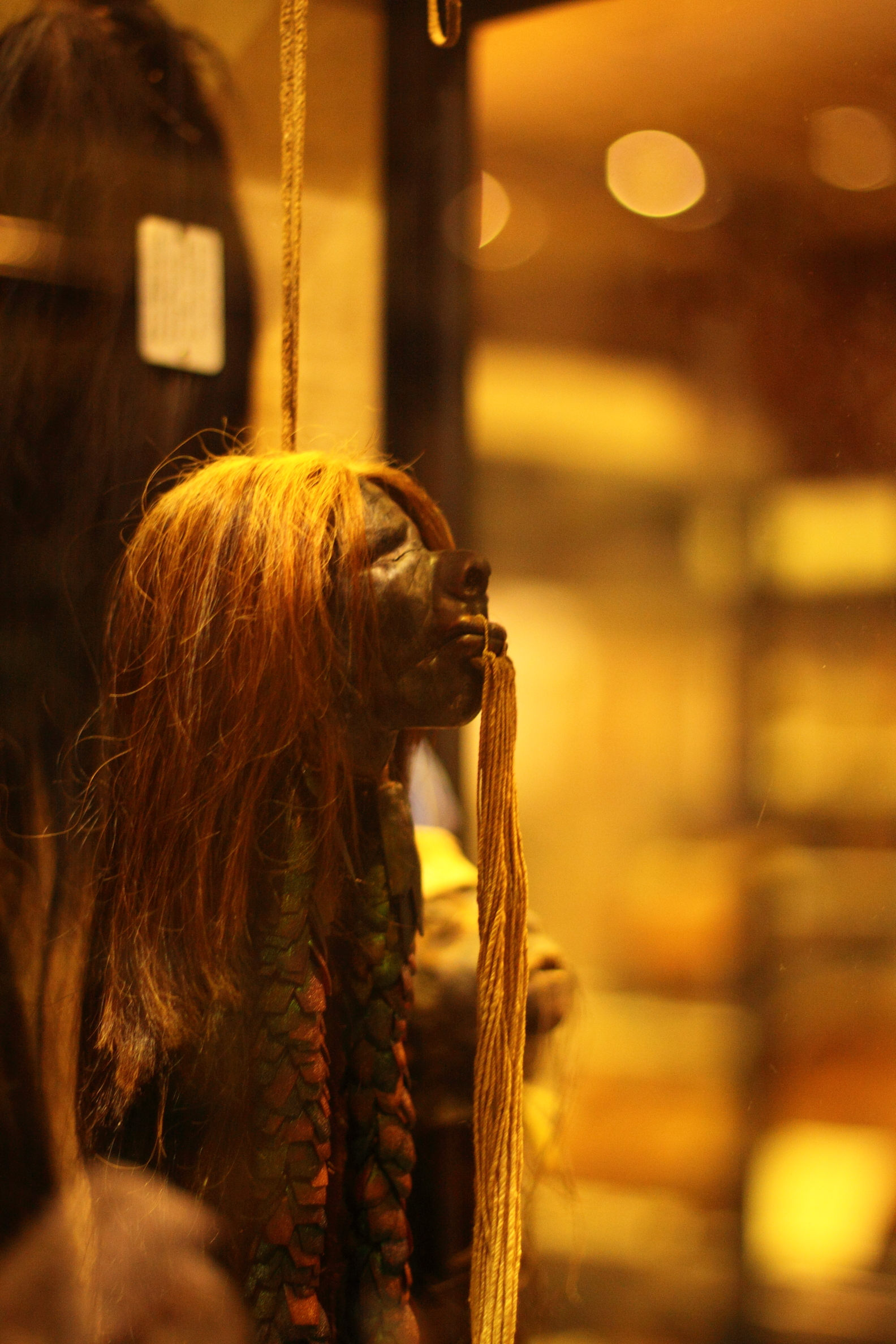
Tzantza no Museo Pitt Rivers, Oxford
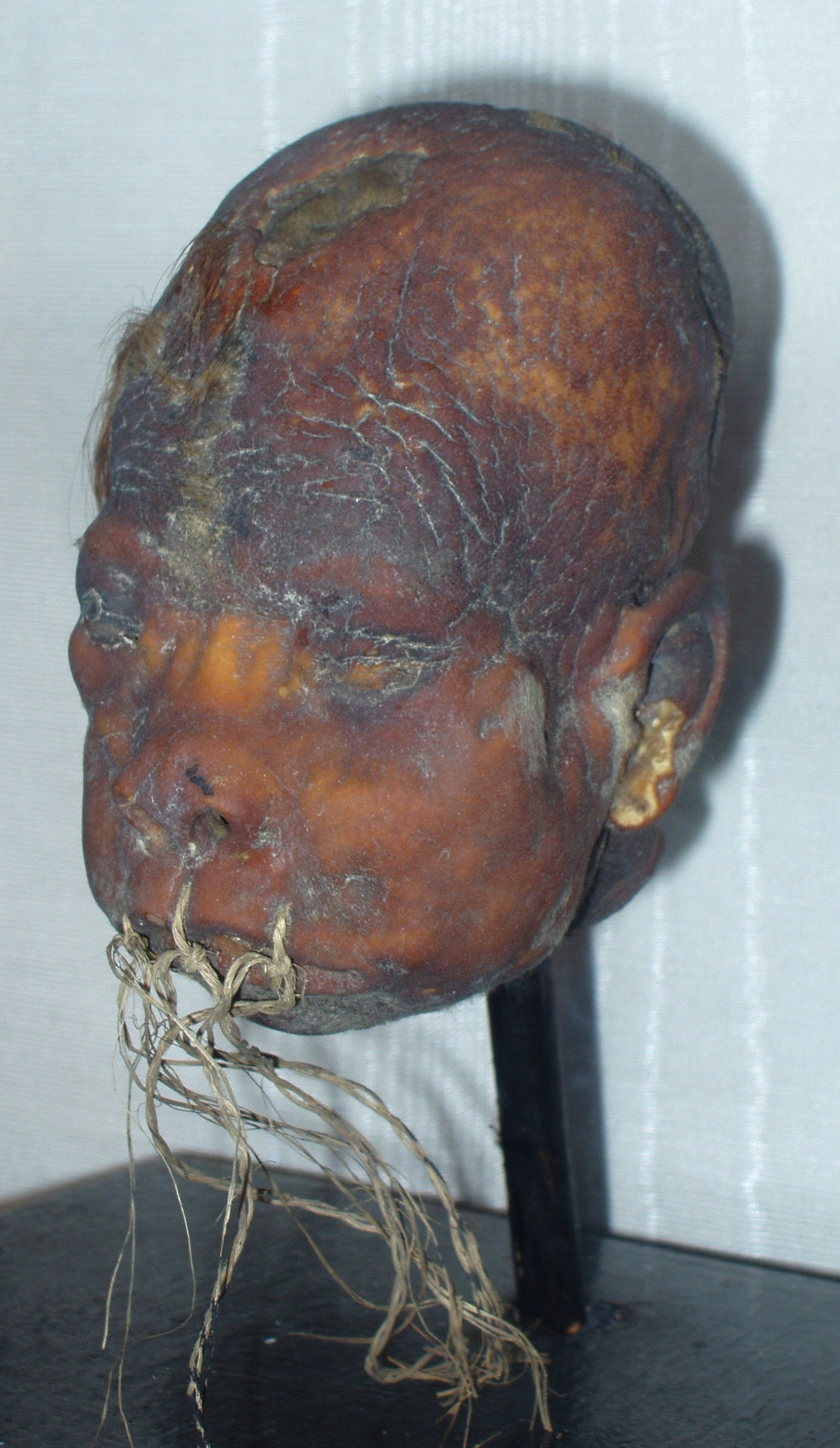
Tsantsa dos índios Shuaras
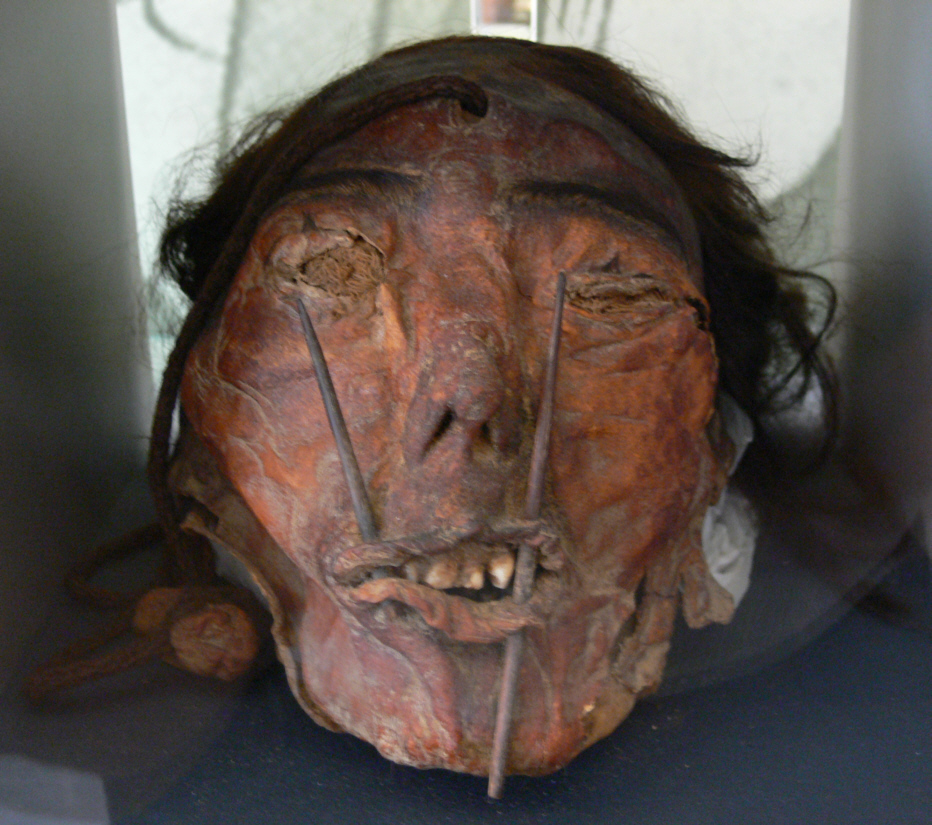
Múmia de cabeça Nazca